# Cameron A. Morrison

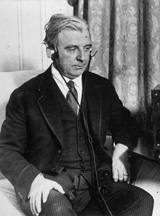
Cameron A. Morrison

Cameron A. Morrison (* 5. Oktober 1869 bei Rockingham, Richmond County, North Carolina; † 20. August 1953 in Quebec, Kanada) war ein US-amerikanischer Politiker und der 55. Gouverneur von North Carolina. Diesen Bundesstaat vertrat er außerdem in beiden Kammern des Kongresses.

## Frühe Jahre und politischer Aufstieg
Cameron Morrison besuchte die örtlichen Schulen seiner Heimat und anschließend die McCaskill’s Academy. Nach einem Jurastudium wurde er 1892 als Anwalt zugelassen. Daraufhin praktizierte er in Rockingham. Ein Jahr später, 1893, wurde er Bürgermeister dieser Stadt. 1901 wurde er für ein Jahr in den Senat von North Carolina gewählt. 1916 gehörte er zu den Wahlmännern, die Woodrow Wilson zum zweiten Mal zum Präsidenten wählten.

## Gouverneur von North Carolina
Die Demokratische Partei nominierte ihn für die 1920 anstehenden Gouverneurswahlen. Entgegen dem Bundestrend, wo der Republikaner Warren G. Harding einen eindrucksvollen Wahlsieg bei den Präsidentschaftswahlen errang, gelang es den Demokraten, und damit Morrison, die Gouverneurswahlen zu gewinnen. Seine Amtszeit begann am 12. Januar 1921 und endete vier Jahre später am 14. Januar 1925. In dieser Zeit musste sich der Gouverneur mit einer Streikwelle bei den Eisenbahnen und im Textilgewerbe auseinandersetzen, die schließlich beigelegt wurden. Morrison ließ eine eigene Strafanstalt für schwarze Jugendliche bauen und reformierte die staatlichen Banken des Staates. Außerdem wurde das Straßennetz weiter ausgebaut, um dem aufkommenden Automobilverkehr gerecht zu werden. Das Schulsystem wurde durch einen größeren Haushalt gefördert. Es war außerdem die Zeit der beginnenden Elektrifizierung in North Carolina.

## Kongressabgeordneter und Senator
Nach dem Ende seiner Amtszeit blieb Morrison weiterhin der Politik verbunden. Im Jahr 1928 gehörte er dem Democratic National Committee an. Von 1930 bis 1932 war er Senator im US-Kongress, wurde aber bei den folgenden Wahlen nicht in diesem Amt bestätigt. Von 1943 bis 1945 war er Abgeordneter im US-Repräsentantenhaus für den zehnten Wahlbezirk von North Carolina. In den Zwischenzeiten war er als Rechtsanwalt tätig. Cameron Morrison starb im August 1953.